# Svarttjärnen (Glava socken, Värmland, 660746-131189)
Svarttjärnen är en sjö i Arvika kommun i Värmland och ingår i Göta älvs huvudavrinningsområde.